# 칠곡중앙대로
칠곡중앙대로(Chilgokjungang-daero)는 대구광역시 북구 팔달동 팔달교와 읍내동 동호치안센터를 잇는 대구광역시의 도로이다.

## 연혁
- 2009년 7월 10일 : 2개 이상 시·도에 걸쳐 있는 도로로 칠곡중앙대로를 고시[1]

## 주요 경유지
대구광역시
- 북구 (팔달동 · 매천동 · 태전동 · 관음동 · 읍내동 · 동호동 · 읍내동)

## 노선
| 이름                         | 접속 노선                                        | 소재지        | 소재지        | 비고                                             |
| 팔달로와 직결                | 팔달로와 직결                                    | 팔달로와 직결 | 팔달로와 직결 | 팔달로와 직결                                    |
| ---------------------------- | ------------------------------------------------ | ------------- | ------------- | ------------------------------------------------ |
| 팔달교                       |                                                  | 대구광역시    | 북구          | 국도 제4, 5, 25호선 구간                         |
| (팔달교 북단)                | 매천로2길                                        | 대구광역시    | 북구          | 국도 제4, 5, 25호선 구간 만평 방면 진출입만 가능 |
| 팔달로 교차로 (팔달고가차도) | 매천로18길                                       | 대구광역시    | 북구          | 국도 제4, 5, 25호선 구간                         |
| 태전네거리                   | 대구광역시도 제45호선 (학정로)                   | 대구광역시    | 북구          | 국도 제4, 5, 25호선 구간                         |
| 태전교 (태전역)              |                                                  | 대구광역시    | 북구          | 국도 제4, 5, 25호선 구간                         |
| 태전삼거리                   | 국도 제4호선 (태전로)                            | 대구광역시    | 북구          | 국도 제4, 5, 25호선 구간                         |
| 운전면허시험장 교차로        | 태암남로 칠곡중앙대로65길                        | 대구광역시    | 북구          | 국도 제5, 25호선 구간                            |
| 대구과학대학 교차로          | 태암로                                           | 대구광역시    | 북구          | 국도 제5, 25호선 구간                            |
| 칠곡네거리 (칠곡지하차도)    | 대구광역시도 제47호선 (구암로)                   | 대구광역시    | 북구          | 국도 제5, 25호선 구간                            |
| 아시랑네거리                 | 대천로 칠곡중앙대로95길                          | 대구광역시    | 북구          | 국도 제5, 25호선 구간                            |
| 칠곡초등학교 교차로          | 관음중앙로                                       | 대구광역시    | 북구          | 국도 제5, 25호선 구간                            |
| 칠곡우체국네거리             | 대구광역시도 제78호선 (동암로) 칠곡중앙대로115길 | 대구광역시    | 북구          | 국도 제5, 25호선 구간                            |
| (제형주유소)                 | 대구광역시도 제31호선 (관음로)                   | 대구광역시    | 북구          | 국도 제5, 25호선 구간                            |
| (팔거교 서단)                | 대구광역시도 제10호선 (호국로)                   | 대구광역시    | 북구          | 국도 제5, 25호선 구간                            |
| 경북대로와 직결              |                                                  |               |               |                                                  |

## 주요 건물 및 시설
- 청구장미아파트 (대구광역시 북구 칠곡중앙대로 45)
- 대구북부화물터미널 (대구광역시 북구 칠곡중앙대로 77)
- 르노코리아자동차 서비스코너 매천점  북구 칠곡중앙대로 105)
- 태전119안전센터 (대구광역시 북구 칠곡중앙대로 184)
- 태전역 (대구광역시 북구 칠곡중앙대로 262)
- 태전치안센터 (대구광역시 북구 칠곡중앙대로 274)
- 강북화성파크드림아파트 (대구광역시 북구 칠곡중앙대로 312)
- 대구강북고용복지플러스센터 (대구광역시 북구 칠곡중앙대로 318)
- 네오시티프라자 (대구광역시 북구 칠곡중앙대로 412)
- 동아아울렛 강북점 (대구광역시 북구 칠곡중앙대로 416)
- 동아아울렛 별관 (대구광역시 북구 칠곡중앙대로 419)
- 대구가톨릭대학교 칠곡가톨릭병원 (대구광역시 북구 칠곡중앙대로 440)
- 읍내정보통신학교 (대구광역시 북구 칠곡중앙대로 511)
- 칠곡정기시장 (대구광역시 북구 칠곡중앙대로 526)
- 읍내동행정복지센터 (대구광역시 북구 칠곡중앙대로 561)
- 칠곡치안센터 (대구광역시 북구 칠곡중앙대로 563)
- 읍내119안전센터 (대구광역시 북구 칠곡중앙대로 570)
- 칠곡농협 (대구광역시 북구 칠곡중앙대로 574)
- 대구칠곡우체국 (대구광역시 북구 칠곡중앙대로 577)
- 칠곡성당 (대구광역시 북구 칠곡중앙대로 579)
- 칠곡중학교 (대구광역시 북구 칠곡중앙대로 583)
- 칠곡향교 (대구광역시 북구 칠곡중앙대로 597)
- 칠곡e편한세상아파트 (대구광역시 북구 칠곡중앙대로 598)
- 동호치안센터 (대구광역시 북구 칠곡중앙대로 746)